# Foundations of Chemistry
La Foundations of Chemistry è una rivista accademica triannuale peer-review che contiene concetti e questioni fondamentali relative alla chimica, inclusa la filosofia della chimica, la storia della chimica e l'insegnamento della chimica. 
Il fondatore e anche l'attuale caporedattore è Eric Scerri. 
Secondo il Journal Citation Reports, il giornale ha nel 2014 un impact factor di 1.361.